# Ácido xiquímico
O ácido chiquímico, mais conhecido pela sua forma aniónica, chiquimato, é um importante composto intermediário em vias bioquímicas de plantas e microorganismos. O seu nome deriva do nome em japonês  (shikimi - シキミ) de uma flor (Illicium anisatum), a partir da qual é isolado.
O ácido xiquímico é um precursor:
- Dos aminoácidos aromáticos, fenilalanina e tirosina,
- Do indole e de seus derivados; também do aminoácido triptofano,
- De muitos alcalóides e outros metabolitos aromáticos,
- De taninos, flavonóides e da lenhina.

## Biossíntese
O fosfoenolpiruvato e a eritrose-4-fosfato reagem para formar 3-desoxi-arabinoheptulsonato-7-fosfato (DAHP), numa reacção catalisada pela enzima DAHP sintase. Apesar de esta reacção necessitar de NAD como cofactor, o mecanismo enzimático regenera-o.

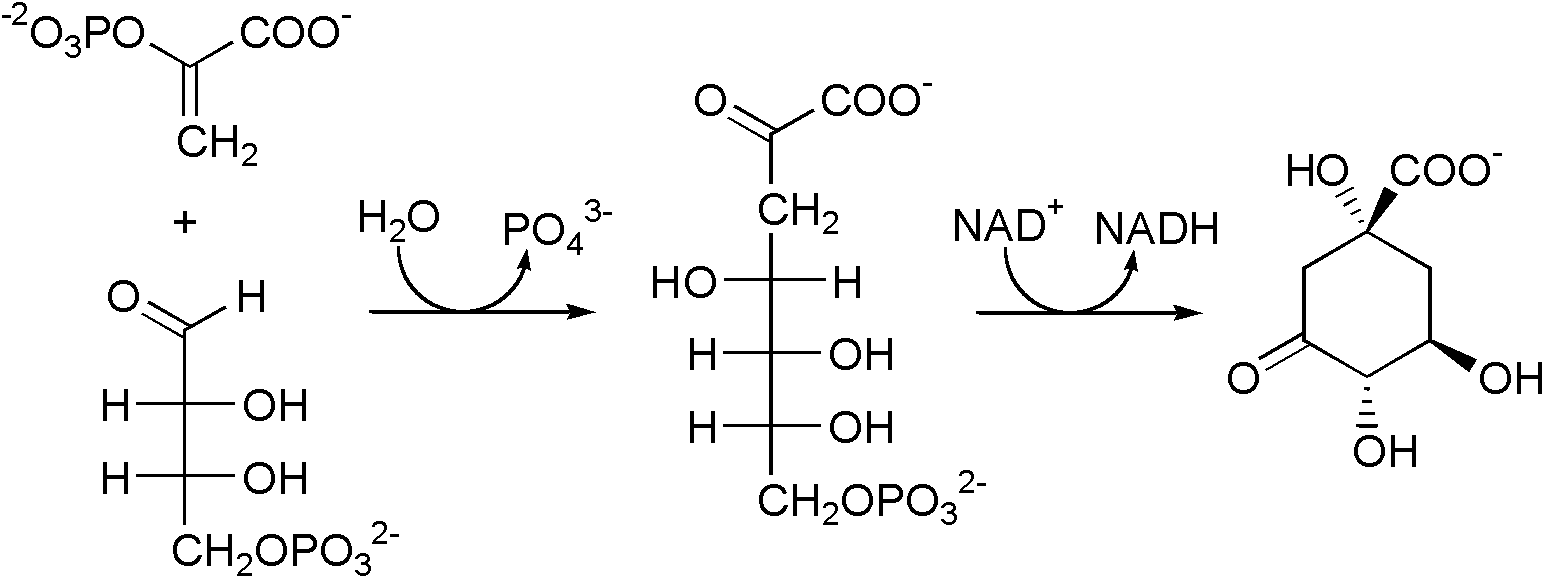
Biossíntese de 3-desidroquinato a partir de fosfoenolpiruvato e eritrose-4-fosfato

O DHQ é desidratado em 3-desidroxiquimato pela enzima desidroquinase, que é depois reduzido em ácido chiquímico pela enzima xiquimato desidrogenase, que usa NADPH como cofactor.

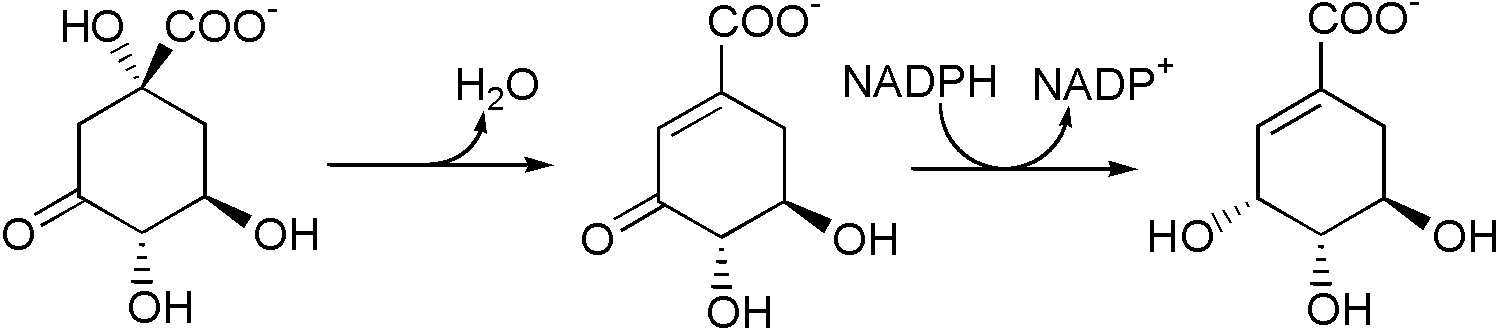
Biossíntese de ácido xiquímico a partir de 3-desidroquinato